# Comuna Stinka, Buceaci
Stinka (în ucraineană Стінка) este o comună în raionul Buceaci, regiunea Ternopil, Ucraina, formată din satele Mlînkî și Stinka (reședința).

## Demografie
Componența lingvistică a comunei Stinka
     Ucraineană (99,79%)
     Alte limbi (0,21%)
Conform recensământului din 2001, majoritatea populației comunei Stinka era vorbitoare de ucraineană (99,79%), existând în minoritate și vorbitori de alte limbi.